# Саїд Ромеро
Саї́д А́бнер Роме́ро (ісп. Zaid Abner Romero; нар. 15 грудня 1999, Мендоса) — аргентинський футболіст, захисник бельгійського клубу «Брюгге».

## Клубна кар'єра

### «Годой-Крус»
Вихованець футбольної академії аргентинського клубу «Годой-Крус». 8 грудня 2019 року в матчі проти «Дефенса і Хустісія» дебютував в аргентинській Прімері, замінивши Мігеля Хаке. На початку 2021 року для здобуття ігрової практики на правах оренди перейшов у «Вілья-Дальміне». 13 березня у поєдинку проти «Індепендьєнте Рівадавія» дебютував у Прімері Б. 
На початку 2022 року перейшов до еквадорського «ЛДУ Кіто». 19 лютого в матчі проти «Гуаласео» дебютував в еквадорській Прімері. 10 березня в поєдинку Південноамериканського кубку проти клубу «Мушук Руна» забив свій перший гол за «ЛДУ Кіто».

### «Естудьянтес»
29 грудня 2022 року перейшов в «Естудьянтес», уклавши контракт до грудня 2026 року. Сума трансферу становила 1,4 млн євро. 28 січня 2023 року дебютував за «Естудьянтес», вийшовши в стартовому складі в матчі Прімери проти «Тігре». 9 квітня 2023 року в поєдинку Прімери з «Індепендьєнте» забив свій перший м'яч за клуб. 8 липня 2023 року в матчі Прімери проти «Расінга» отримав ушкодження, після чого був замінений вже на 16-й хвилині гри. Через отриману травму гомілки пропустив понад 3 місяці, вперше повернувшись на поле 12 жовтня в поєдинку чвертьфіналу Кубка Аргентини проти «Уракану». 14 грудня 2023 року здобув Кубок Аргентини в складі «Естудьянтеса», зігравши у фінальному матчі проти «Дефенса і Хустісія».
3 квітня 2024 року дебютував у Кубку Лібертадорес, вийшовши в стартовому складі в матчі групового етапу з чилійським «Уачипато». В травні 2024 року став володарем Кубка Професіональної ліги, допомігши команді перемогти у фіналі «Велес Сарсфілд» в серії післяматчевих пенальті.

### «Брюгге»
30 червня 2024 року перейшов у бельгійський клуб «Брюгге», підписавши чотирирічний контракт. Сума трансферу становила 6 млн євро. 20 липня дебютував за нову команду, вийшовши в стартовому складі на матч за Суперкубок Бельгії проти «Юніона». 26 липня в поєдинку проти «Мехелена» дебютував у Лізі Жупіле. 30 жовтня 2024 року в матчі Кубка Бельгії проти «Белізії» (Білзен) забив свій перший гол за «Брюгге». 12 березня 2025 року в поєдинку плей-оф Ліги чемпіонів УЄФА проти англійської «Астон Вілли» дебютував у єврокубках. В своєму дебютному сезоні допоміг «Брюгге» здобути Кубок Бельгії, що став 12-им в історії клубу.

## Статистика виступів
Станом на 12 серпня 2025 
| Клуб              | Сезон             | Чемпіонат          | Чемпіонат | Чемпіонат | Кубок | Кубок | Континентальні | Континентальні | Інші  | Інші | Всього | Всього |
| Клуб              | Сезон             | Дивізіон           | Матчі     | Голи      | Матчі | Голи  | Матчі          | Голи           | Матчі | Голи | Матчі  | Голи   |
| ----------------- | ----------------- | ------------------ | --------- | --------- | ----- | ----- | -------------- | -------------- | ----- | ---- | ------ | ------ |
| Годой-Крус        | 2019–20           | Прімера Дивізіон   | 2         | 0         | 0     | 0     | —              | —              | —     | —    | 2      | 0      |
| → Вілла-Дальміне  | 2021              | Прімера Насьйональ | 25        | 0         | 0     | 0     | —              | —              | —     | —    | 25     | 0      |
| → ЛДУ Кіто        | 2022              | Серія А            | 27        | 0         | 2     | 0     | 7              | 1              | —     | —    | 36     | 1      |
| Естудьянтес       | 2023              | Прімера Дивізіон   | 28        | 2         | 3     | 0     | 6              | 0              | —     | —    | 37     | 2      |
| Естудьянтес       | 2024              | Прімера Дивізіон   | 18        | 2         | 1     | 0     | 6              | 0              | 1     | 0    | 26     | 2      |
| Естудьянтес       | Всього            | Всього             | 46        | 4         | 4     | 0     | 11             | 0              | 1     | 0    | 63     | 4      |
| Брюгге            | 2024–25           | Про-ліга           | 12        | 0         | 2     | 1     | 1              | 0              | 1     | 0    | 16     | 1      |
| Брюгге            | 2025–26           | Про-ліга           | 1         | 0         | 0     | 0     | 2              | 0              | 1     | 0    | 4      | 0      |
| Брюгге            | Всього            | Всього             | 13        | 0         | 2     | 1     | 3              | 0              | 2     | 0    | 20     | 1      |
| Всього за кар'єру | Всього за кар'єру | Всього за кар'єру  | 113       | 4         | 8     | 3     | 21             | 1              | 3     | 0    | 145    | 6      |

1. 1 2  Матчі в Південноамериканському кубку
2. ↑  Матчі в Кубку Лібертадорес
3. ↑  Матчі в Суперкубку Аргентини
4. 1 2  Матчі в Лізі чемпіонів УЄФА
5. 1 2  Матчі в Суперкубку Бельгії

## Досягнення
«Естудьянтес»
- Володар Кубка Аргентини: 2023[30]
- Володар Кубка Професіональної ліги: 2024[31]

«Брюгге»
- Володар Кубка Бельгії: 2024–25[32]
- Володар Суперкубка Бельгії: 2025[33]